# 2009年のアメリカ合衆国
2009年のアメリカ合衆国では、2009年のアメリカ合衆国に関する出来事について記述する。

## できごと

### 1月
- 1月11日-25日 - デトロイトで北米国際オートショー開催。ゼネラルモーターズ、トヨタ自動車、フォード・モーターなど参加各社は、環境対応をアピール。日産自動車、フェラーリ、ポルシェなどは、世界的な不況を背景に参加を見送った [1][2][3][4]。
- 1月12日 - アメリカ合衆国への入国手続きに電子渡航認証システム(ESTA)が必須となる [5]。
- 1月16日 - ニューヨーク州のハドソン川で、USエアウェイズ1549便不時着水事故が発生。奇跡的に乗組員・乗員全員助かった（ハドソン川の奇跡） [6][7]。
- 1月20日 - バラク・オバマが第44代アメリカ合衆国大統領に就任。米史上初の黒人大統領 [8][9]。
- 1月26日 - アメリカ大手企業が相次いで大型リストラを発表。人員削減数は、この日だけで約6万人に及んだ。削減数の内訳は、キャタピラー（建設機械）2万人、ファイザー（製薬）19,000人、スプリント・ネクステル（携帯電話）8千人、ホーム・デポ（日用品販売）7千人など [10]。
- 1月27日 - ロサンゼルスの南にあるウィルミントンで、子ども5人を含む一家7人が死亡しているのが発見された。解雇を苦にした父親が無理心中をはかったと見られている [11][12]。

### 2月
- 2月1日 - 第43回スーパーボウル開催。ピッツバーグ・スティーラーズが、アリゾナ・カージナルスに27対23で逆転勝利し、史上最多の6度目の優勝を果たした。国内のテレビ視聴率は、42.1%を記録。なお、試合の生中継の見所の一つであったCMは、大手自動車企業が撤退するなど、世界的な不況を映し出すものになった。また、一部の放送では中継中にポルノ映像が流れ、視聴者からの抗議が殺到する騒ぎもあった [13][14][15][16]。
- 2月10日 - 有名ファッション誌『ヴォーグ』3月号の表紙に、ミシェル大統領夫人が登場すると発表。大統領夫人が同誌の表紙を飾るのは、ヒラリー・クリントン以来2人目。写真家アニー・リーボヴィッツが撮影した [17][18][19]。
- 2月15日-22日 - クリントン国務長官、日本などアジア4カ国歴訪。同国務長官の外国訪問は、就任後初めて。日本（16日）、インドネシア（18日）、韓国（19日）、中国（20日）の順に訪問し、北朝鮮問題などを話し合った [20][21][22][23][24][25]。
- 2月19日 - オバマ大統領、就任後初の外遊先カナダ訪問。ハーパー首相と会談し、保護貿易に反対する意向を表明した。一方、オバマ大統領が選挙期間中から主張していた北米自由貿易協定（NAFTA）の見直しについては、両国の貿易を妨げない方向で進めていく方向を明らかにした [26][27]。

### 3月
- 3月10日 - アラバマ州南部のサムソンなどで、銃撃事件。犯人は、母親などを殺害した後、ガソリンスタンドなどで無差別に発砲。その後、自殺した。10人が死亡、6人が負傷した [28][29][30]。
- 3月11日 - 国際連合の潘基文事務総長、アメリカを国連分担金の「踏み倒し国家」として非難。しかし、アメリカの分担金は遅延することはあっても着実に支払われてきたため、アメリカ側の激しい反発を呼んだ。12日、潘事務総長は誤りを認めたが、反発は容易には消えず、国際連合への不信が募る結果となった [31]。

### 4月
- 4月1日-2日 - 第2回20か国・地域首脳会合（G20首脳会合、金融サミット）、ロンドンで開催。2010年末までの総額5兆ドルの財政刺激策により、世界の成長率を4%押し上げ、大規模な雇用を創出するとする共同声明を採択[32][33][34]。オバマ大統領は、会合終了後の記者会見で、「極めて歴史的なサミットだった」と高い評価を与えた [35]。
- 4月5日 - 11時30分頃、北朝鮮、日本東方の太平洋上に向けて、長距離弾道ミサイル『テポドン2号』の改良型と見られるミサイル発射実験を実施[36][37]。ヨーロッパ訪問中のオバマ大統領は、明白な国連安保理決議違反として北朝鮮を非難した [38]。
- 4月13日 - 国際連合安全保障理事会、北朝鮮のミサイル発射実験を非難する議長声明を全会一致で採択。ミサイルの発射を安保理決議1718に違反すると非難し、再発射の停止を求めた[39][40]。アメリカは、日本とともに新たな安保理決議を目指していたが、中国やロシアの反対で方針を転換し、議長声明という形での決着となった[41][42][43]。北朝鮮は反発し、「六ヶ国協議には2度と参加しない」と表明 [44][45]。
- 4月14日 - 北朝鮮、寧辺滞在中の国際原子力機関（IAEA）監視団及びアメリカの核施設無能力化作業チームに対し、国外退去を通告。アメリカ、北朝鮮の対応を批判[46][47][48]。4月16日、国際原子力機関の監視団が、17日にアメリカの作業チームが出国し、非核化作業は中断された [49][50]。
- 4月15日 - オバマ米大統領の経済政策に抗議する数千人が全米各地で「タックスデー・ティーパーティー」を挙行[51]。
- 4月27日 - 大統領専用機「エアフォースワン」の予備機、ニューヨーク上空を超低空飛行。目撃した市民が一時パニックに陥り、連邦政府に対してブルームバーグ市長が抗議する騒ぎに発展した。ホワイトハウスは謝罪、責任者は更迭された [52][53]。

### 5月
- 5月7日 - 米金融規制当局はストレステストに基づいて、大手銀行10行に対し746億ドルの資本増強を要求。バンク・オブ・アメリカに339億ドル、ウェルズ・ファーゴに137億ドル、GMACに115億ドル、シティグループに55億ドル、リジョンズ・フィナンシャルに25億ドル、サントラスト・バンクスに22億ドル、キーコープに18億ドル、モルガン・スタンレーに18億ドル、フィフス・サード・バンコープに11億ドル、PNCフィナンシャル・サービシズ・グループに6億ドルの資本増強を指示[54][55]。
- 5月21日 - 連邦預金保険公社はフロリダ州の大手地銀バンクユナイテッドが経営破綻し、投資ファンドが設立した銀行が業務を引き継ぐと発表[56]。5月2日時点で資産128億ドル、預金量86億ドル。

### 6月
- 6月5日 - ノルマンディー上陸作戦65周年記念式典、フランス・ノルマンディーのコルビル＝シュル＝メールにある米軍基地で挙行。オバマ大統領のほか、サルコジ仏大統領、ブラウン英首相、ハーパー加首相らが参列した [57]。

### 7月
- 7月4日
  - ニューヨークの「自由の女神像」の冠部分にある展望台の一般公開が、独立記念日に合わせて再開。2001年9月11日のアメリカ同時多発テロ事件で中止となって以来、約8年ぶりの一般公開となった [58][59]。
  - ニュージャージー州のモリスタウンで数千人が「ティーパーティー抗議デモ」[60]。

### 8月
- 8月3日 - アメリカ合衆国東部マサチューセッツ州ニューベッドフォードにあるごみ処理施設で、持ち込まれたごみから有毒ガスが発生。117人搬送、2人重体[61]。
- 8月4日 - アメリカ合衆国ペンシルベニア州ピッツバーグ郊外のフィットネスクラブで、男が銃乱射。5人死亡、15人負傷[62]。

### 9月
- 9月24日 - 9月25日 - ペンシルベニア州ピッツバーグで第3回20か国・地域首脳会合（G20）が開催[63]

### 10月
- 10月9日 - ノーベル平和賞に、オバマ大統領が選ばれる。「核なき世界」「国際協調」「対話路線」を評価しての受賞だが、国内外の反応は賛否が分かれた [64][65][66][67]。
- 10月12日 - ノーベル経済学賞に、インディアナ大学教授のエリノア・オストロムとカリフォルニア大学教授のオリバー・ウィリアムソンが選ばれる [68]。

## 死去
- マイケル・ジャクソン - 歌手（1958年8月29日 - 2009年6月25日）